# Metachrostis anomala
Metachrostis anomala är en fjärilsart som beskrevs av Jules Pièrre Rambur 1829. Metachrostis anomala ingår i släktet Metachrostis och familjen nattflyn. Inga underarter finns listade i Catalogue of Life.